# Alfej
Alfej, zvan i  Alfios (grčki: Αλφειός) je rijeka na Peloponezu u Grčkoj. Izvor rijeke nalazi se na obroncima gore Parnonas pored gradića Megalopolisa u prefekturi Arkadiji. 
Rijeka od svog izvora uglavnom teče prema zapadu, pored lokaliteta Olimpija skreće prema jugu i uvire u Jonsko more u Zaljevu Kiparisija u prefekturi Elida, pored grada Pirgosa. Alfej je najveća i najduža rijeka na Peloponezu sa svojih 110 km.

## Zemljopisne odlike
Rijeka izvire pored mjesta Davia u središnjoj Arkadiji, potom teče između naselja Leontari i Megalopoli pa potom teče uz granicu općina Falaisia i Megalopoli kroz šumovitu kotlinu u pravcu sjeverozapada. Zatim rijeka teče dalje u smjeru sjeverozapada, te protječe južno od naselja Karitena,  zatim teče sjeverno od mjesta Andritsina. Potom Alfej teče 15 do 20 km uz granicu dviju grčkih prefektura; Elide i Arkadije. Zatim rijeka teče na granici dviju grčkih provincija Olimpije i Elide, pa potom na granici dviju općina Olimpije i Alifeire, koja se nalazi južno. Alfej posljednje kilometre svog toka teče uz granicu dviju općina Pirgos i Volaka,  na močvarnom terenu do uvira u more.
Porječje rijeke Alfej može se podijeliti na tri dijela; najveći dio je u Arkadiji (60%), manji je u Elidi (30%) a najmanji u Ahaji (10%). 
Antička cesta iz Patrasa za Kalamatu išla je manje više uz korito rijeke Alfej, istočno od Olimpije.

## Rijeka Alfios u mitologiji
U Grčkoj mitologiji, rijeke Penej i Alfej bile su one dvije rijeke čije je tokove skrenuo Heraklo da očisti Augijine staje u jednom danu, i tako izvrši peti od dvanaest zadataka koje je mu je zadao kralj Euristej.
- Pjesma Rogera Cailloisa, zvana Le fleuve Alphée ( Rijeka Alfej), većim dijelom pjeva o toj rijeci.

## Vanjske poveznice
- Alfej  Arhivirana inačica izvorne stranice od 10. srpnja 2005. (Wayback Machine) (grč.)
- Miagric.gr - Alfej (grč.)
- Arkadija (grč.)